# Laurence G. Taff
Laurence G. Taff (né en 1947) est un astronome américain.
Il est expert en modèles mathématiques et a écrit plusieurs ouvrages de mécanique céleste. Entre 1980 et 1982 il a découvert 11 astéroïdes numérotés, dont un avec Dave E. Beatty.

## Astéroïdes découverts
| Numéro et nom         | Date de découverte |
| --------------------- | ------------------ |
| (2460) Mitlincoln[1]  | 1er octobre 1980   |
| (3343) Nedzel         | 28 avril 1982      |
| (3403) Tammy          | 25 septembre 1981  |
| (3973) Ogilvie        | 30 octobre 1981    |
| (4028) Pancratz       | 18 février 1982    |
| (4143) Huziak         | 29 août 1981       |
| (4324) Bickel         | 24 septembre 1981  |
| (4329) Miró           | 22 septembre 1982  |
| (5501) 1982 FF2       | 30 mars 1982       |
| (5550) 1981 UB1       | 30 octobre 1981    |
| (6171) Uttorp         | 26 octobre 1981    |
| 1. avec Dave E. Betty |                    |

## Littérature
- (en) Lutz D. Schmadel, Dictionary of minor planet names, Berlin, New York, Springer, 2003, 5e éd., 992 p. (ISBN 978-3-540-29925-7 et 978-3-540-00238-3, OCLC 184958390, lire en ligne)